# Fritz Baum
Fritz Baum (* 21. Oktober 1879 in Essen; † 2. August 1955 ebenda) war ein deutscher Manager der deutschen Montanindustrie.

## Leben
Fritz Baum, als Sohn eines Apothekenbesitzers geboren, besuchte das Gymnasium in Essen. Nach dem Abitur studierte er an der Universität Heidelberg und der Technischen Hochschule Aachen das Bergfach. 1901 wurde er in Heidelberg Mitglied des Corps Rhenania. 1904 wurde er Bergreferendar. 1909 schied er als Bergassessor aus dem Staatsdienst aus und wurde Bergwerksdirektor der Gewerkschaft Admiral in Hörde und in der Folge der Niederrheinischen Bergwerksgesellschaft in Neukirchen sowie der AG Friedrich-Heinrich. Nachdem er bis 1927 Direktor und Vorstandsmitglied der Rheinischen Stahlwerke AG gewesen war, wurde er Anfang 1928 Direktor und Vorstandsmitglied der Ruhrgas AG.
Baum war Mitglied des Aufsichtsrats der Rheinisch-Westfälischen Sprengstoff AG, der Maschinenfabrik Foster AG in Altenessen und der Maschinenfabrik Westfalia AG in Gelsenkirchen. Er gehörte dem Vorstand des Vereins für die bergbaulichen Interessen im Oberbergamtsbezirk Dortmund an.

## Auszeichnungen und Ehrungen
Im Ersten Weltkrieg, an dem er als Rittmeister der Reserve teilnahm, wurde Fritz Baum mit dem Eisernen Kreuz II. und I. Klasse ausgezeichnet. In Neukirchen-Vluyn wurde nach ihm die Fritz-Baum-Allee benannt.

## Schriften
- Einrichtungen zur Überwachung der Arbeiter in der Grube und Kontrollmaßnahmen zur Gewährleistung einer achtstündigen Ruhezeit. In: Glückauf, Berg- und Hüttenmännische Zeitschrift. Herausgegeben vom Verein für die bergbaulichen Interessen im Oberbergamtsbezirk Dortmund. 44. Jahrgang, Nr. 25, 20. Juni 1908, S. 889–895.